# Chaetoptelius vestitus
Chaetoptelius vestitus is een keversoort uit de familie snuitkevers (Curculionidae). De wetenschappelijke naam van de soort werd in 1860 gepubliceerd door Étienne Mulsant en Claudius Rey.